# بطاقات المشاركة في التسديد
بطاقات المشاركة في التسديد
طبقا لمعايير المجلس الوطني لبرامج الوصفة الطبية، فإن جميع برامج الصيدليات تحتوي على حقول معلومات لكل من شركات التأمين الأولية والثانوية لدفع روشتة المريض. وقد ظهرت بطاقة المشاركة في التسديد في عام 2005 كوسيلة يمكن من خلالها لمسوقي المستحضرات الصيدلانية، من خلال عرض إعادة الثمن فورًا للمرضى لمواجهة التحديات التي تواجههم فيما يتعلق بالمستحضرات الصيدلانية في الوصفات الطبية بما في ذلك المنافسة العامة وعدم امتثال المريض والاستدامة والوصول إلى جمهور المتعاملين مع الطبيب.
العملية
وعادة ما يتلقي المريض بطاقة المشاركة في التسديد من طبيبه بالإضافة إلى الوصفة الطبية لهذا الدواء.   يأخذ المريض البطاقة والوصفة الطبية إلى صيدلية حيث يدخل الصيدلي معلومات المعالجة في نظام إدارة صيدليته لتقديم مطالبة.
فإذا كان المريض لديه تأمين، فإن الصيدلي يقوم بإدخال المعلومات بالحاسوب برقم تأمين المريض في الحقل الرئيس ويدخل المعرف من بطاقة الاشتراك في التسديد إلى حقل شركة التأمين الثانوية.  وعلى الفور يقوم مدير الصيدلة المنتفعة بتقديم بيانات التغطية، حيث ينقل ما يدفعه المريض نقدًا أو من خلال بطاقة الاشتراك في التسديد إلى المدير المستفيد لشركة التأمين الثانوية، التي تقدم الخصم وفقا لذلك.
مثال: تقدم إحدى العلامات التجارية بطاقة مشاركة في التسديد توفر للمرضى فرصة توفير حتى 20 دولارًا عن كل وصفة طبية.  ويتلقى المريض بطاقة المشاركة في التسديد ويزور الصيدلية الخاصة بها.  يقدم المريض بطاقة التأمين وبطاقة المشاركة في التسديد الخاصة به إلى الصيدلي. يُدخل الصيدلي المعلومات والبيانات إلى نظام إدارة الصيدلية من كلا البطاقتين.  يثبت المدير المستفيد من التأمين الدواء بالعلامة TIER 3 للمريض ويستبدل بطاقة المشاركة في التسديد بقيمة 30.00 دولارًا.  ويثبت المدير المستفيد من المشاركة في التسديد 30.00 دولارًا ويغطي الـ 20.00 دولارًا من المشاركة في التسديد، ويترك 10.00 دولارات للمريض يدفعها من جيبه.  ويمكن أن يتبع أي مريض آخر بدون غطاء تأميني للوصفات الطبية نفس العملية.  تتخذ بطاقة المشاركة في التسديد موقف المؤمّن الأولي حيث تثبت المطالبة التي دفعها المريض نقديًا ويطبق خصم 20.00 دولارًا من التكاليف التي يدفعها المريض من جيبه.
الأشكال المختلفة
في معظم الحالات يكون لدى مقدم خدمة برنامج بطاقة المشاركة في التسديد حساب تحصيل لصالح عميل تسويق الأدوية، الذي يُستخدم لتحويل تخفيض التكاليف إلى الصيدليات من خلال برامج بطاقة المشاركة في التسديد.   يحول مزود خدمة الاشتراك في التسديد إلى الصيدليات المبالغ كل 14 إلى 28 يومًا ويخصم هذه التحويلات عن طريق هذا الحساب. 
وقد حاول بعض مزودي الخدمات إحداث تغيير في بطاقة الاشتراك في التسديد الأصلية عن طريق عملية ضرب الشريط المغناطيسي والتي من خلالها تعمل البطاقة عن طريق كل من برنامج الصيدلية والبرنامج المالي (مثل شبكات الفيزا/ الماستركارد والخصم).
وتعتبر بطاقة المدين طريقة تحصيل أخرى للاشتراك في التسديد في الصيدليات لأنها تعرض تعويضًا في الوقت الحقيقي لتحصيل مطالبات الاشتراك في التسديد.  ومع ذلك، فإن نظم الدفع الفوري في الوقت الحالي اللازمة للرعاية الطبية القسم D والمطبقة من قبل معظم إدارات مميزات الصيدلية، تنتظر القليل من الصيدليات لأكثر من أسبوع لتعويضها واعتادت الصيدليات تفضيل مدفوعات الوقت الحقيقي المدينة لأن الصيدليات لا تضطر إلى «الانتظار» لدورات الدفع التي تتراوح من 14 إلى 28 يومًا. فهذا لم يعد صحيحًا.
www.FREECOPAY.com هو مصدر محدث للحصول على جميع العلامات التجارية لبطاقات الاشتراك في التسديد المتاحة للوصفات الطبية.